# Liste der Bodendenkmäler in Rothenfels
Auf dieser Seite sind die Bodendenkmäler in der unterfränkischen Stadt Rothenfels zusammengestellt. Diese Tabelle ist eine Teilliste der Liste der Bodendenkmäler in Bayern. Grundlage ist die Bayerische Denkmalliste, die auf Basis des Bayerischen Denkmalschutzgesetzes vom 1. Oktober 1973 erstmals erstellt wurde und seither durch das Bayerische Landesamt für Denkmalpflege geführt wird. Die folgenden Angaben ersetzen nicht die rechtsverbindliche Auskunft der Denkmalschutzbehörde.

## Bodendenkmäler der Gemeinde Rothenfels

### Bodendenkmäler in der Gemarkung Bergrothenfels
| Lage                      | Objekt | Akten-Nr.     | Bild |
| ------------------------- | --- | ------------- | ---- |
| Bergrothenfels (Standort) | Untertägige Teile der Burg Rothenfels des Mittelalters und der frühen Neuzeit. Siehe auch: Burg Rothenfels (Rothenfels) | D-6-6123-0039 |      |

### Bodendenkmäler in der Gemarkung Rothenfels
| Lage                  | Objekt | Akten-Nr.     | Bild |
| --------------------- | --- | ------------- | ---- |
| Rothenfels (Standort) | Untertägige Teile der Burgsiedlung des hohen Mittelalters und der Stadt Rothenfels des späten Mittelalters und der frühen Neuzeit.                                                         | D-6-6123-0040 |      |
| Rothenfels (Standort) | Untertägige Teile und vermutlich Vorgängerbauten der Stadtpfarrkirche Mariä Himmelfahrt des Mittelalters und der frühen Neuzeit von Rothenfels. Siehe auch: Mariä Himmelfahrt (Rothenfels) | D-6-6123-0041 |      |